# 1981 TJ
1981 TJ är en asteroid i huvudbältet som upptäcktes den 6 oktober 1981 av den tjeckiske astronomen Zdeňka Vávrová vid Kleť-observatoriet.
Asteroiden har en diameter på ungefär 15 kilometer.